# Los Angeles meridional

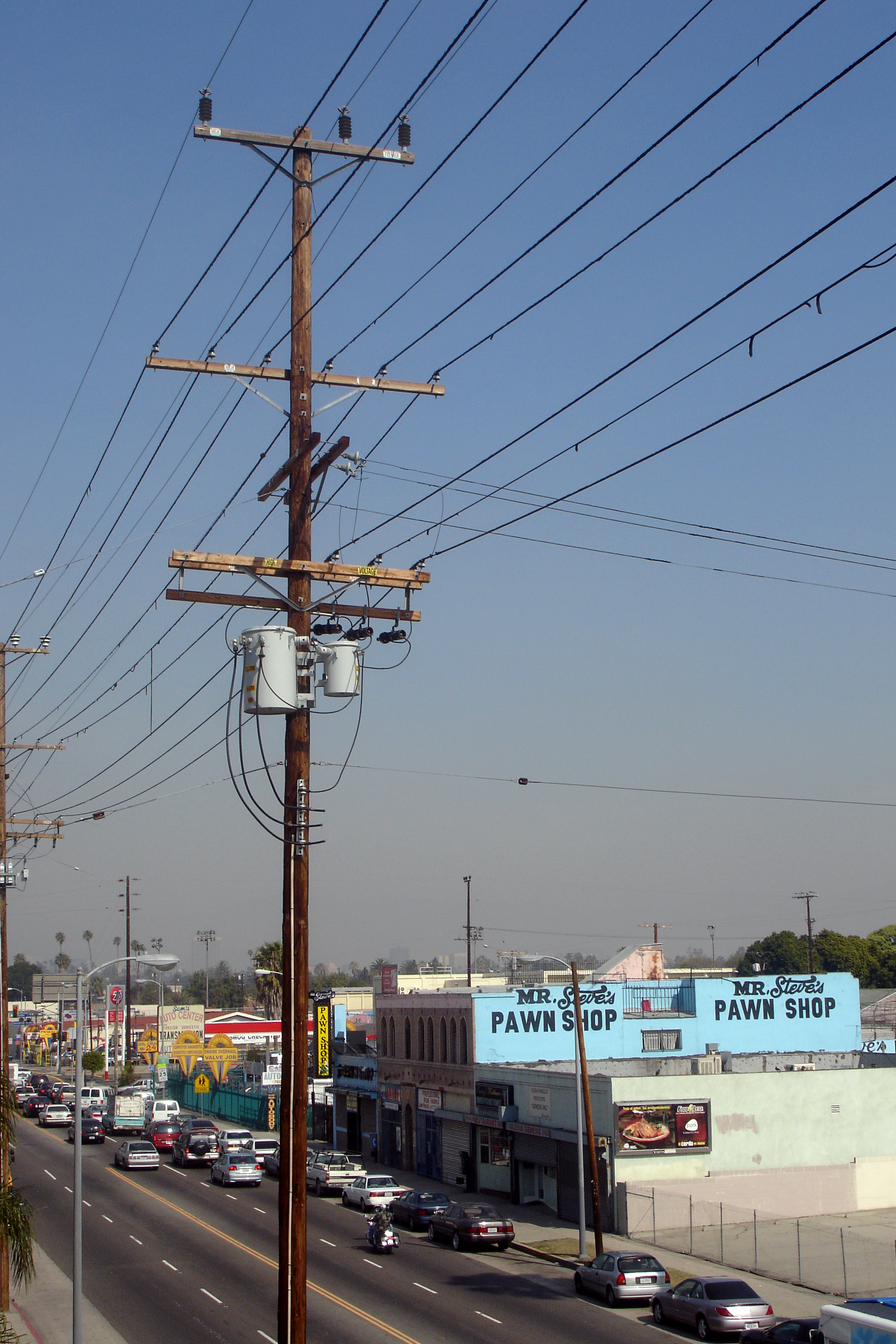
Avenida em South Los Angeles.

South Los Angeles (muitas vezes abreviada como South L.A.), também referida historicamente como South Central Los Angeles, é uma região no sul do condado de Los Angeles, Califórnia, situada principalmente dentro dos limites da cidade de Los Angeles, ao sul de seu centro financeiro. Geograficamente, é definido nos mapas da cidade de Los Angeles como "um retângulo de 16 milhas quadradas com duas pontas na extremidade sul". Em 2003, o Conselho Municipal de Los Angeles renomeou essa área como "South Los Angeles". O nome South Los Angeles também pode se referir a uma região maior de 51 milhas quadradas que inclui áreas dentro dos limites da cidade de Los Angeles, bem como cinco áreas não incorporadas na porção sul do Condado de Los Angeles.
A região de South Los Angeles é composta por diferentes áreas, que incluem bairros, distritos e pequenas cidades como Hawthorne, Jefferson Park, Baldwin Hills/Crenshaw e Watts.
Embora a cidade tenha tomado a iniciativa de alterar os sinais de rua e sinais de estrada com o novo nome para torná-lo oficial. A mídia como as redes de notícias de L.A. agora se referem à área como South Los Angeles, o nome não é muito utilizado. O Los Angeles Times utiliza tanto o antigo quanto o novo nome para descrever a área. Alguns moradores da área de Los Angeles (incluindo os moradores do sul de Los Angeles) ainda usam o nome antigo. Artistas que vieram da região sul de Los Angeles e rappers como Ice Cube também continuam a se referir à região como South Central Los Angeles.

## Definição Geográfica

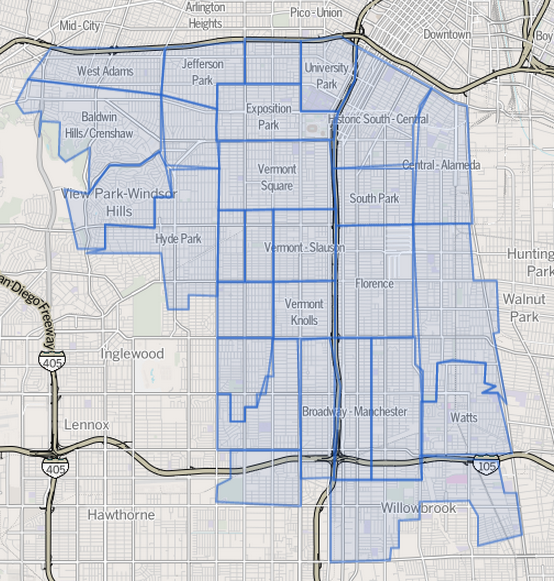
Mapa de South Los Angeles. Créditos: Los Angeles Times.

O nome "South Central", inicialmente previsto para uma zona delimitada ao redor de Main Street, a oeste, e da Avenida Washington no norte, e bruscamente por Slauson Avenue (que tinha Santa Fe Railroad ao lado dela), a sul com a Rua Alameda (incluindo Southern Pacific Railroad) no leste. A área situa-se ao sul do centro de Los Angeles com a Avenida Central que atravessa de norte a sul. Interstate 110 também conhecida como o Freeway Harbor, percorre o centro de South Central.

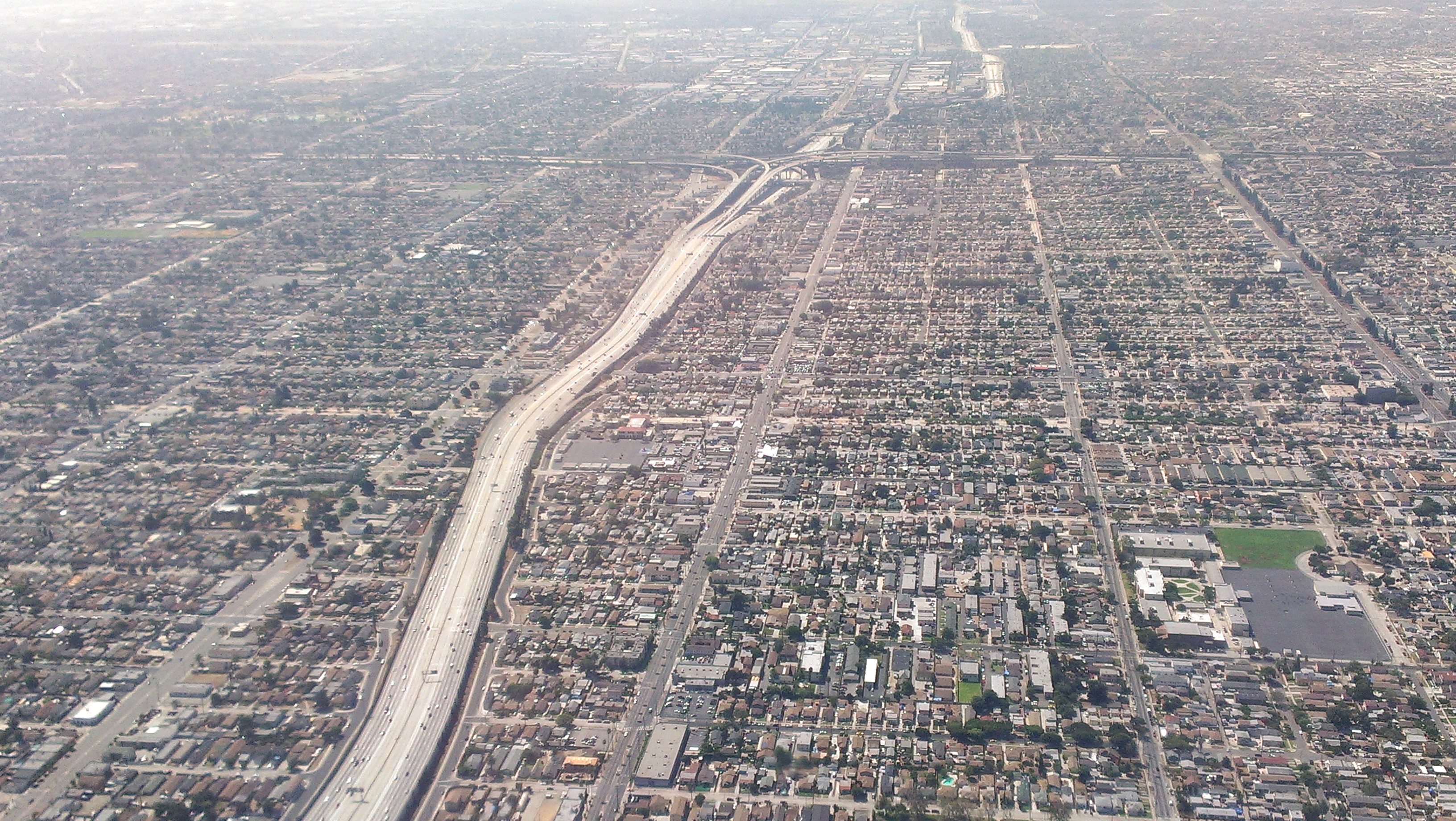
Vista aérea de uma porção de South Los Angeles e da junção das auto-estradas 110 e 105.

Após a Segunda Guerra, Polícia, Bombeiros e os funcionários municipais deram o nome "South Central" devido à sua proximidade do sul do centro da cidade na avenida Central. Junto com Watts várias milhas ao sul, o corredor foi o único distrito da zona escala na cidade em que Afro-americanos poderiam comprar imóveis antes de 1948. Enquanto alguns negros alugavam e às vezes até compravam imóveis em outras áreas da cidade, outros foram confinados a uma única rua ou bairros pequenos.
Desde 1950, a definição de "South Central" foi gradualmente expandida para incluir todas as áreas da cidade de Los Angeles (e pequenos bancos da cidade) situadas a sul da Santa Monica Freeway, a leste de La Brea Avenue e norte da Freeway Century. Algumas cidades incorporadas fora da cidade que limitam-se com o leste da Alameda Street são consideradas identificáveis com o sul de Los Angeles, em certa medida pela suas características de periferia. Desde a época das revoltas de 1965 em Watts para as de 1992, South Central foi considerado o coração negro de Los Angeles e a maior comunidade Afro-americana.

## Demografia
A demografia do sul de Los Angeles vem mudando desde meados da década de 1980, quando os imigrantes latino-americanos do México e América Central chegaram em grande número para comprar ou alugar apartamentos e casas, algumas das quais foram desocupadas pelos afro-americanos. A população negra foi reduzida à metade desde 1990 a 2008. No censo de 2000, South L.A. tinha uma população de 520.461 e 55% dos residentes eram hispânicos, enquanto 41% eram negros, e em 2008, as estimativas são menos de um quarto (24%) dos cerca de 1,6 milhão de moradores. Uma grande porcentagem de pequenas lojas e estabelecimentos comerciais são de propriedade de imigrantes asiáticos, especialmente os coreanos e indianos. Os filipinos foram também parte da área e os nativo americanos são uma percentagem considerável de lojistas.
Antes da década de 1990, a região era predominantemente negra (80% em 1980). As principais razões para os deslocamentos da população eram pessoas se afastando da criminalidade e violência de gangues, e as pessoas que entram através da imigração. Afro-americanos continuam à predominar em certas áreas no sul de Los Angeles como Leimert Park, Crenshaw, Hyde Park e Baldwin Hills. Juntas, essas áreas têm uma população de 114.785, sendo cerca de 72% Afro-Americanos tornando-se os maiores bairros de predominância negra do oeste dos Estados Unidos da América.

## Bairros e cidades
Os bairros de South Los Angeles são:
- Arlington Park
- Athens on the Hill
- Baldwin Hills
- Baldwin Hills/Crenshaw
- Baldwin Hills Estates
- Baldwin Village
- Baldwin Vista
- Cameo Plaza

Canterbury Knolls
- Century Palms
- Chesterfield Square
- Crenshaw
- Crenshaw Manor
- Exposition Park
- Gramercy Park
- Green Meadows
- Hyde Park
- Jefferson Park
- King Estates
- Leimert Park
- Marlton Square
- Manchester Square
- Mid-Town
- Morningside Circle
- Pico-Union
- View Heights
- Vermont Knolls
- Vermont Park
- Vermont Square
- Village Green
- Watts
- West Adams
- Kinney Heights
- North University Park
- Figueroa Corridor
- University Park
- West Alameda

As localidades seguintes, sendo cidades incorporadas ou não, são consideradas parte de South Los Angeles ou da região sul do condado de Los Angeles:
- Inglewood
- Lynwood
- Athens
- Florence
- View Park-Windsor Hills
- Willowbrook
- Westmont
- Compton

## Gente de South Los Angeles e arredores

### Música e Entretenimento
- Aceyalone (South LA)
- Arabian Prince (Inglewood)
- Tom Araya (South Gate)
- B-Real (South Gate)
- Tyra Banks (Inglewood)
- B.G. Knocc Out (Compton)
- Big Syke (Hawthrone)
- Kevin Costner (Lynwood)
- Cypress Hill (South Gate)
- Danny Elfman (Baldwin Hills)
- Da Lench Mob (South LA)
- Eric Dolphy (Watts)
- Dr. Dre (Compton)
- Dresta (Compton)
- DJ Yella (Compton)
- DJ Pooh (Compton)
- Eazy E (Compton)
- Tyrese Gibson (Watts)
- Hampton Hawes (South LA)
- Marques Houston (Inglewood)
- Meghan Markle (Baldwin Hills)
- Ice Cube (Westmont)
- Ice-T (Crenshaw)
- Johnny "J" (South LA)
- MC Ren (Compton)
- Montell Jordan (Crenshaw)
- Nipsey Hussle (Crenshaw)
- Keb' Mo' (South Central)
- Kerry King (Huntington Park)
- Regina King (Windsor Hills)
- Kurupt (Hawthrone)
- Bishop Lamont (South LA)
- Arthur Lee (Crenshaw)
- Dave Lombardo (South Gate)
- Lords of Lyrics (Compton)
- L.V. (South LA)
- Macadoshis (South LA)
- Mack 10 (Inglewood)
- Glasses Malone (Watts)
- MC Eiht (Compton)
- Charles Mingus (Watts)
- King Lil G (South LA)
- Omarion (Inglewood)
- Jay Rock (Watts)
- Howard E. Scott (Compton)- Member of War (band)
- Scott Shaw (South LA)
- Shade Sheist (South LA)
- John Singleton (South LA)
- South Central Cartel (South LA)
- The Game (Compton)
- Barry White (Watts)
- Esther Williams (Inglewood)
- Young Maylay (South LA)
- Saaphyri Windsor (South LA)
- Charles Wright & the Watts 103rd Street Rhythm Band (Watts)
- "Weird Al" Yankovic (Lynwood)
- Forest Whitaker (South LA)
- WC (South LA)

### Atletas
- Baron Davis (Crenshaw)
- Eric Davis (Crenshaw)
- Florence Griffith-Joyner (Watts)
- Keyshawn Johnson (Crenshaw)
- Eddie Murray (Watts)
- Paul Pierce (Inglewood)
- Byron Scott (Inglewood)
- Ozzie Smith (Watts)
- Steve Smith (Lynwood)
- Darryl Strawberry (Crenshaw)
- Pete Weber (Lynwood)
- Serena Williams (Compton)
- Venus Williams (Compton)
- Brandon Jennings (Compton)
- Tayshaun Prince (Compton)
- Andre Miller (Watts)
- Arron Afflalo (Compton)

### Políticos
- Ralph Bunche (Jefferson)
- James Hahn (Morningside Park)
- Augustus Hawkins (South Central)
- Maxine Waters (Watts)
- Henry Waxman (Watts)

### Religiosos
- Dr. Frederick K. C. Price (Watts)—fundador e pastor da Crenshaw Christian Center